# Петроварадинская крепость

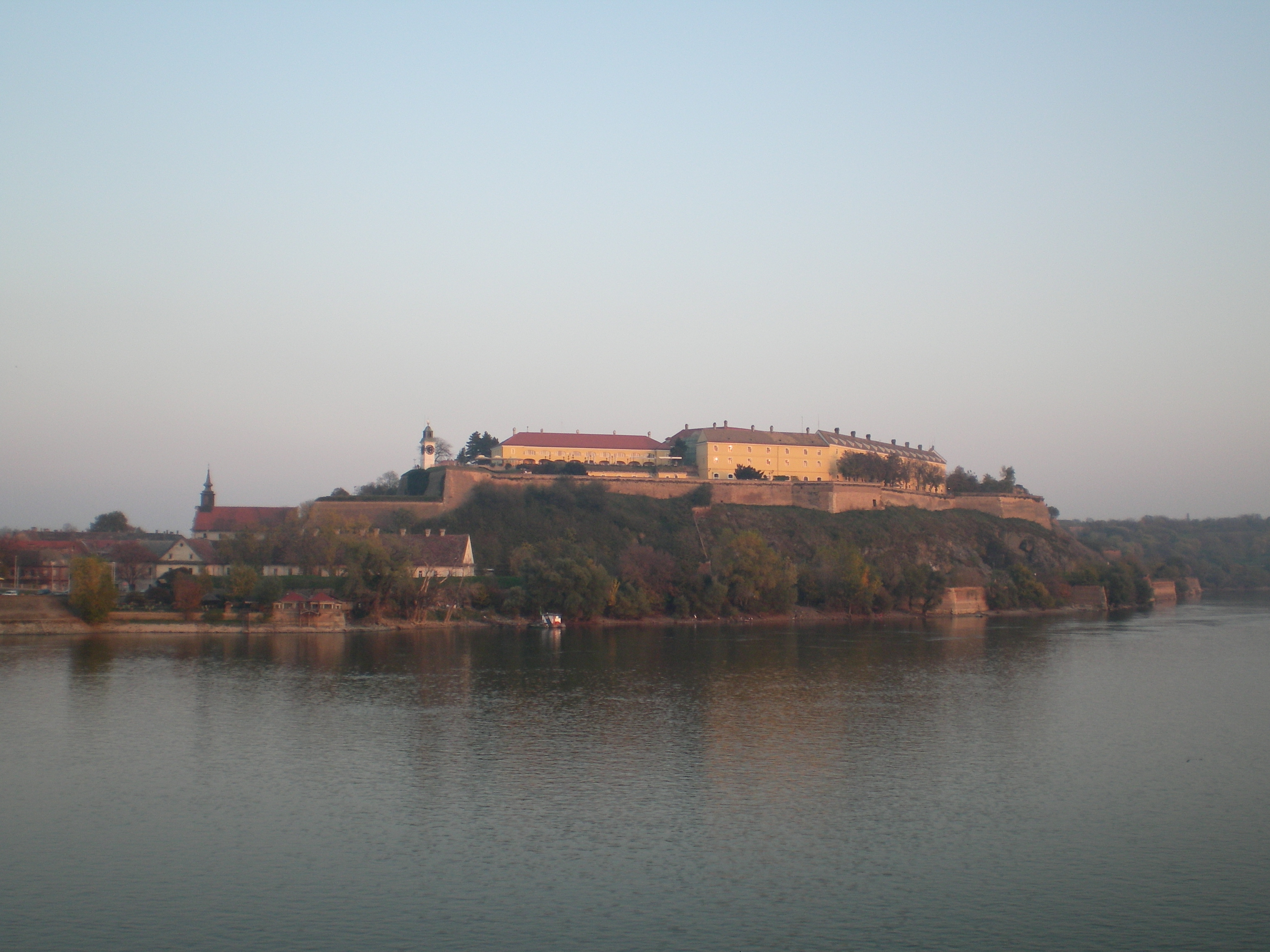
Вид на крепость из Нови-Сада

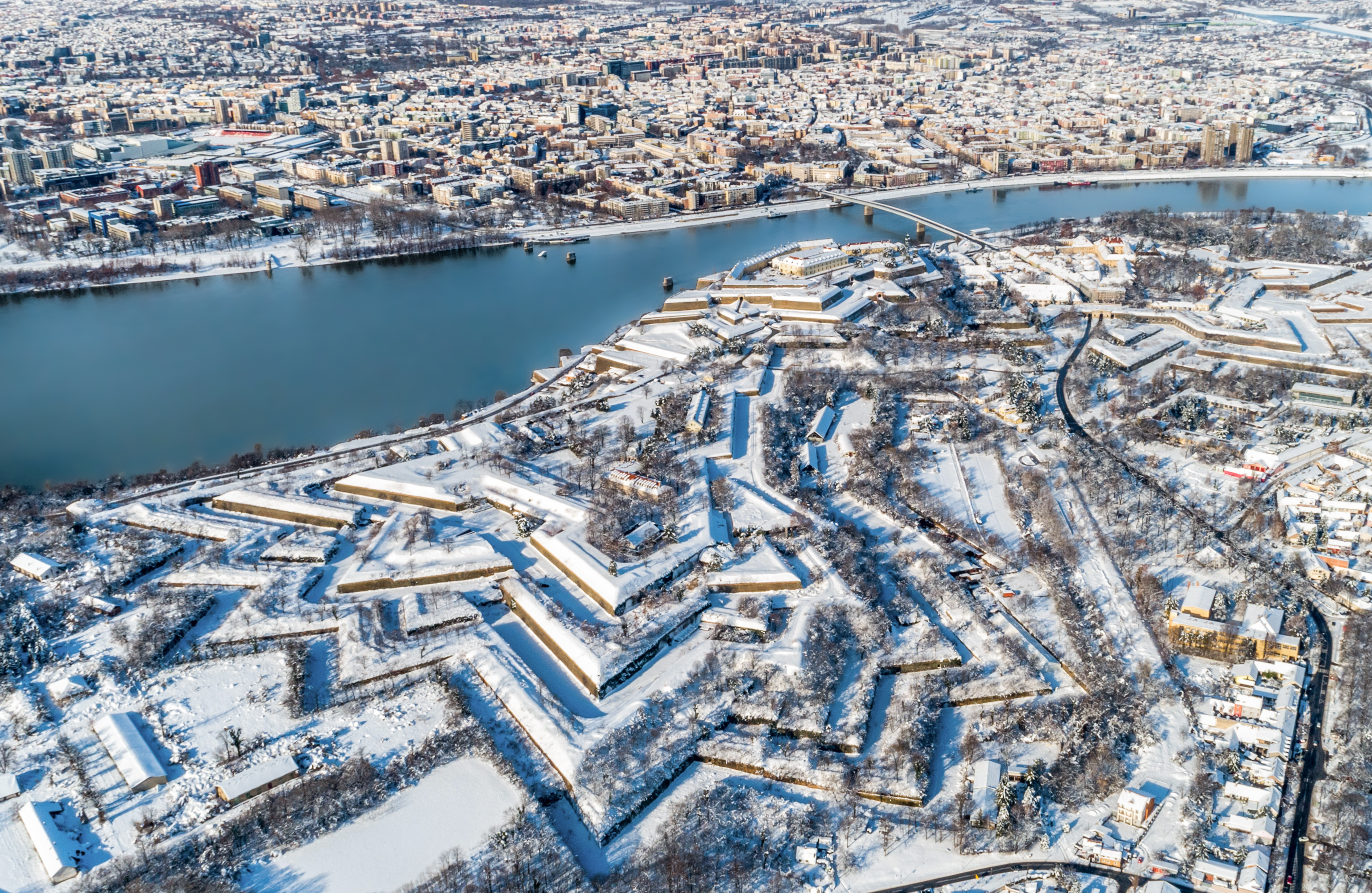
Вид с воздуха на крепость

Петроварадинская крепость — крепость на Дунае напротив города Нови-Сад была заложена принцем Круа в 1692 году для обороны империи Габсбургов от турок. «Венгерский Гибралтар» представлял собой ключевое фортификационное сооружение на австро-турецкой границе.
За возведением крепости по лекалам Вобана наблюдали австрийские генералы Кайзерфельдт и Марсильи. В 1694 году турки безуспешно пытались взять недостроенную крепость. Главным событием следующей австро-турецкой войны было Петроварадинское сражение (1716), выигранное Евгением Савойским.
С перемещением границы дальше на юг военное значение крепости падало, однако её фортификации продолжали совершенствоваться. В 1776 году, к моменту завершения основных строительных работ, фортификационная система Петроварадина насчитывала 16 км подземных переходов.
Во время революционных волнений 1848—1849 годов в крепости затворились инсургенты. После этого в военных целях она больше не использовалась.
В 1914 году в крепости некоторое время содержался старший унтер-офицер австро-венгерской армии Иосип Броз, будущий президент Югославии. Он попал в крепость по обвинению в подстрекательстве к мятежу, но вскоре был оправдан и освобождён.
Петроварадинская крепость является популярным туристическим объектом. Её визитная карточка — часовая башня с «неправильными» часами, минутная стрелка которых слегка короче часовой. С 2001 года на территории крепости проходит международный музыкальный фестиваль Exit.